# 井上公園 (豊田市)
井上公園（いのうえこうえん）は愛知県豊田市にある公園。

## 概要
豊田市が設置した公園で、矢作川水系の籠川支川・水無瀬川両岸に位置する。1974年（昭和49年）4月に野球場の供用を開始、1977年（昭和52年）12月にはテニスコートも供用を開始した。その後、2007年（平成19年）9月から温水プールを備えた水泳場が供用され、2009年（平成21年）5月には老朽化していたテニスコートが移設された。これらの他にジョギングコースや、フットサルに利用できる芝生広場がある。
施設の利要予約は豊田市スポーツ施設利用システムで行なうことができる。

## 施設

### 野球場
ナイター設備を備えた野球場が1面あり、5 - 21時を3時間毎の5区分に分けて利用できる。利用料金は無料。ただしナイター利用（17 - 21時）は猿投コミュニティセンター開館日に限定され、夜間照明については別途料金が必要となる。

### テニスコート
砂入り人工芝のコートが3面あり、9 - 21時を2時間毎の6区分に分けて利用できる。有料で夜間照明料金も別途必要。なお、水泳場の休館日には利用できない。

### 水泳場
25メートルプールや水中歩行用プール、子供プールなどのほかにトレーニングルームやスタジオを備えており、9 - 21時まで利用できる。プールは1回2時間を単位とするが、専用利用も可能。休館日は月曜日と年末年始。

## 交通アクセス
- 名鉄三河線 猿投駅より徒歩で約15分。